# Georg Procopé
Fritiof Georg Fredric Procopé, född 22 oktober 1873 i Helsingfors, död där 15 februari 1942, var en finlandssvensk militär, journalist, poet och översättare från ryska till svenska.
Inom den kejserliga ryska armén i Finland avancerade han till kaptens grad innan han tog avsked 1902. Han var redaktör vid Helsingfors Posten och Nya Pressen. År 1914 förvisades han till Ryssland och återvände till Finland revolutionsåret 1917.
Han bidrog med artiklar i Ord och Bild.

## Verk
- FK (Finska kadettkåren) : dikter in memoriam (1931), tillsammans med Feodor Procopé
- Finska gardet : vers och prosa in memoriam (1937), tryckt i 200 numrerade exemplar, innehåller dikter av Zacharias Topelius, Feodor Procopé, Hjalmar Procopé, Georg Procopé
- Sibirisk månskenssonat och andra dikter (1942)

Översättningar
- Ivan Turgenev, Faust : berättelse i nio bref (1892)
- Maksim Gorkij, På bottnen : bilder (1903), ny upplaga med titeln Natthärbärget (1937)
- Alexander Henkel, Frihetsrörelsen i Ryssland : en återblick (1906)
- Georg Erastoff, Reträtten (1907)